# Sant Salvador de les Oluges
Sant Salvador de les Oluges és una església romànica de les Oluges (Segarra) inclosa a l'Inventari del Patrimoni Arquitectònic de Catalunya.

## Descripció
És una capella de petites dimensions construïda entorn els segles x i xi al costat del Castell de l'Oluja Alta. Tot i que s'ha restaurat recentment, conserva la planta d'una sola nau, amb coberta a dues aigües. A la façana s'hi observa la porta d'accés allindada amb els brancals realitzats amb carreus de grans dimensions, i a la part superior hi ha un campanar d'espadanya d'un sol ull amb cornisa superior.